# Hády
Hády är en kulle i Tjeckien. Den ligger i den östra delen av landet, 190 km sydost om huvudstaden Prag. Toppen på Hády är 424 meter över havet.
Terrängen runt Hády är platt söderut, men norrut är den kuperad. Runt Hády är det ganska tätbefolkat, med 172 invånare per kvadratkilometer. Närmaste större samhälle är Brno, 5,7 km sydväst om Hády. Trakten runt Hády består till största delen av jordbruksmark.